# Conservatore di fotografie

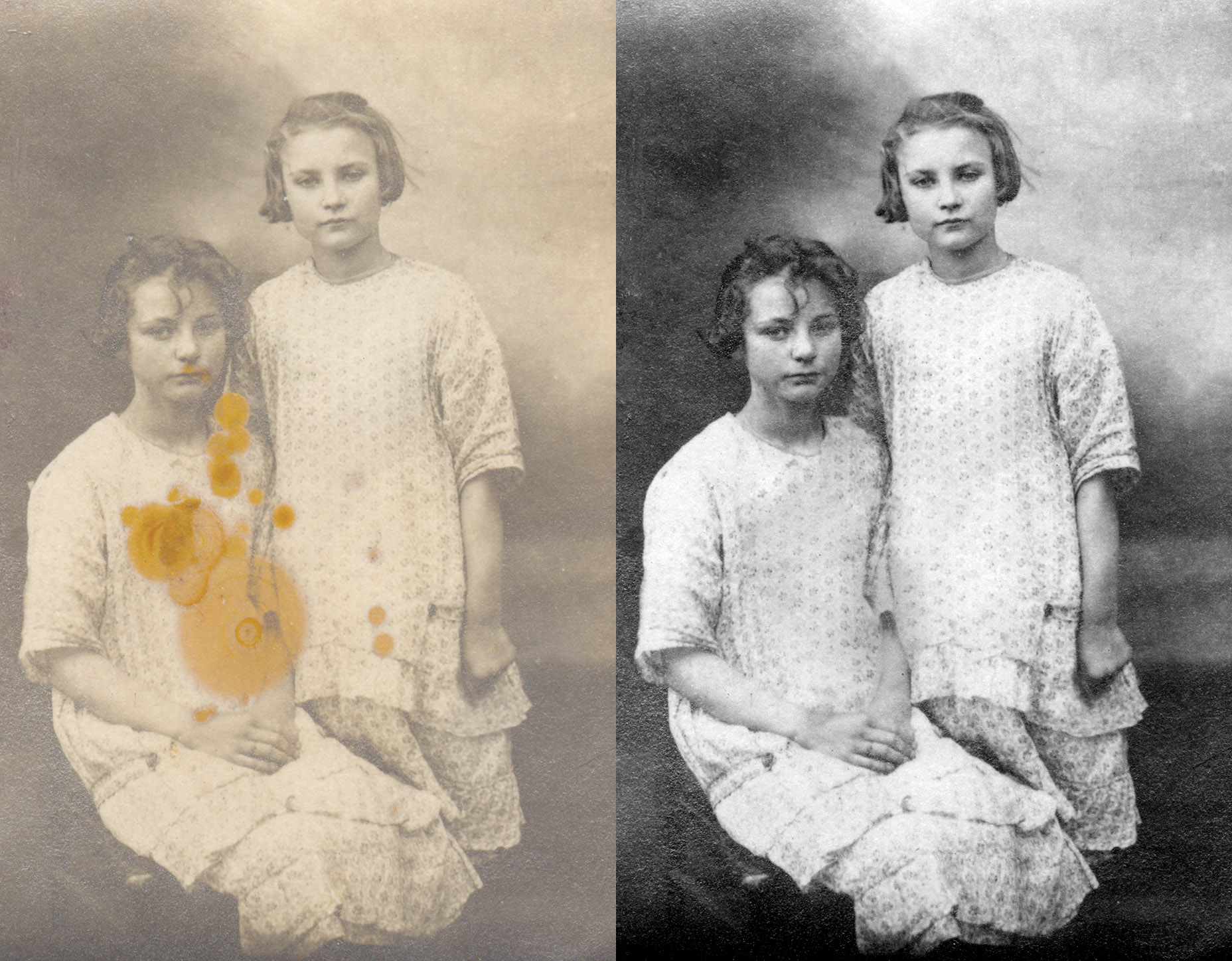
Anna e Germaine Sierens, circa 1924. Restauro fotografico di Michel Vuijlsteke.

Un conservatore di fotografie è un professionista che esamina, documenta, ricerca e tratta fotografie, compresa la documentazione della struttura e delle condizioni delle opere d'arte attraverso registrazioni scritte e fotografiche, il monitoraggio delle condizioni delle opere in deposito e negli ambienti espositivi e di transito. Tale persona effettua inoltre tutti gli aspetti relativi al trattamento delle fotografie e delle relative opere nel rispetto del Codice Etico professionale.

## Responsabilità
Le responsabilità di un conservatore di fotografie variano da istituzione a istituzione, tuttavia ci sono alcune funzioni fondamentali che tutti i conservatori devono svolgere nel loro ruolo di protettori del patrimonio culturale. La conservazione preventiva, l'esame e la documentazione, la ricerca e il trattamento sono funzioni fondamentali al centro delle responsabilità di ogni conservatore di fotografie.

### Conservazione preventiva
La conservazione preventiva è una specialità piuttosto nuova nel campo ed è in risposta alla necessità sentita dai conservatori di preservare gli oggetti dopo il trattamento. Come afferma Barbara Appelbaum: "Il fatto che i conservatori si sentano responsabili di preservare l'oggetto per sempre è nobile, ma, in pratica, irrealistico". La conservazione preventiva sposta l'onere della conservazione e della protezione su misure come i controlli ambientali, il controllo della temperatura e dell'umidità relativa, il controllo dei livelli di luce presenti e di vari contaminanti. Comprende anche la gestione integrata dei parassiti e la preparazione alle emergenze. Tutti questi passaggi dovrebbero essere eseguiti per ciascun oggetto prima e dopo il trattamento o, in alcuni casi, sul luogo del trattamento. Il conservatore di fotografie dovrebbe lavorare ogni giorno sulla conservazione preventiva, poiché è uno dei modi più importanti per preservare gli oggetti quando il trattamento non è pratico o necessario.

#### Controlli ambientali

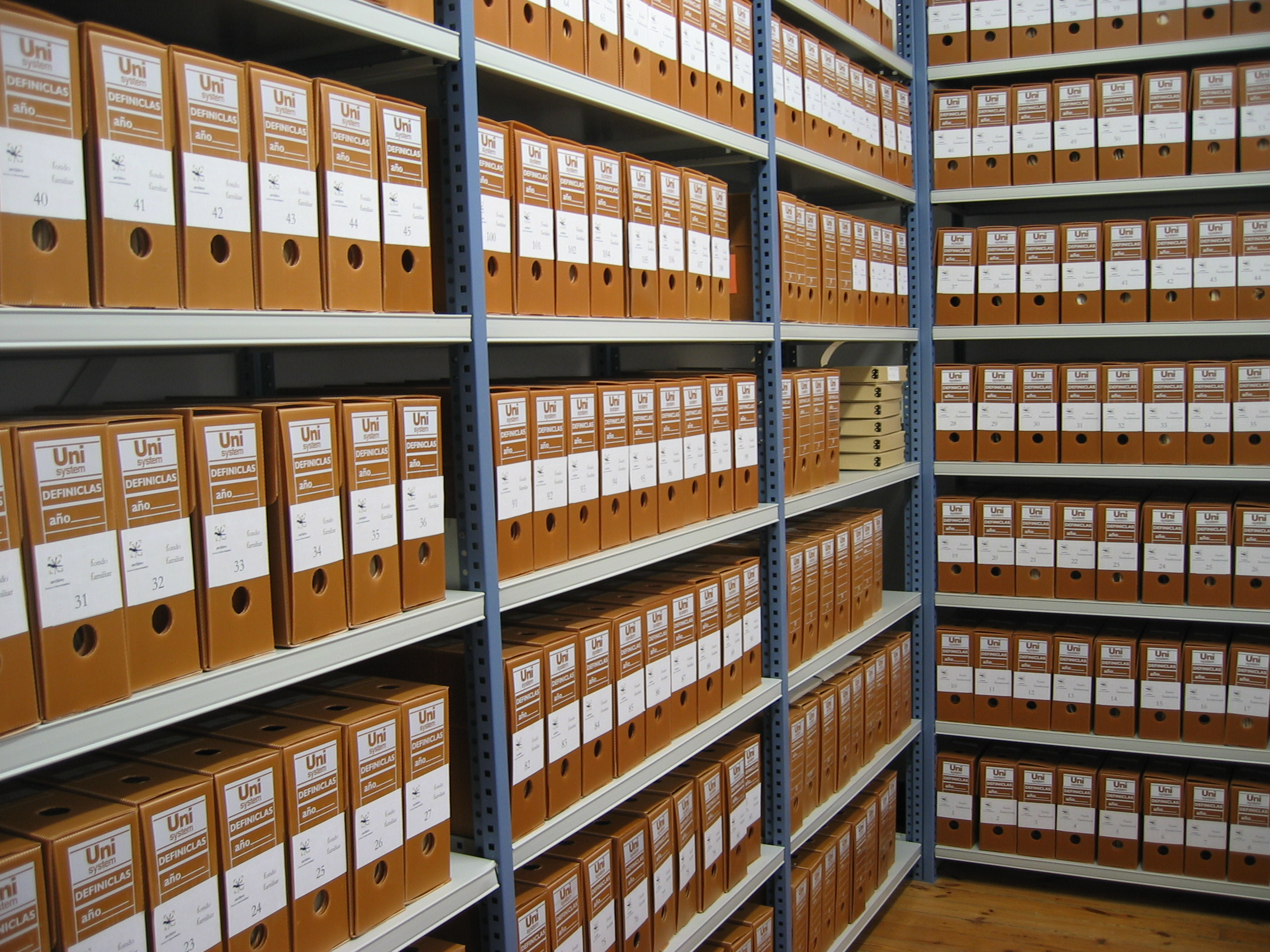
Un esempio di corretta conservazione degli archivi.

Il controllo dell'umidità relativa e della temperatura è fondamentale nella conservazione delle fotografie. "Il calore può accelerare il deterioramento e l'elevata umidità relativa fornisce l'umidità necessaria per promuovere reazioni chimiche dannose nei materiali e, con l'alta temperatura, favorisce la crescita di muffe e l'attività degli insetti" secondo il Northeast Document Conservation Center.
Una corretta conservazione può proteggere le fotografie dalle fluttuazioni dell'umidità relativa e della temperatura e/o dai cambiamenti stagionali. È meglio conservare le stampe fotografiche e i negativi in custodie individuali di carta o plastica. Bisognerebbe tenere presente che gli involucri di carta devono superare il test PAT (test di attività fotografica - Photographic Activity Test) per essere considerati sicuri per la conservazione di materiale fotografico. Una volta che le fotografie sono nei loro allegati individuali, devono essere imballate in scatole di qualità archivistica. L'archiviazione orizzontale è generalmente consigliata rispetto a quella verticale, così come l'archiviazione di fotografie di dimensioni simili tra loro per evitare abrasioni o smarrimento degli oggetti più piccoli. I negativi, in bianco e nero o a colori, diapositive comuni o predisposte per la lanterna magica, negativi su piastra bagnati e asciutti al collodio e quelli asciutti con gelatina ai sali d'argento, devono essere conservati in posizione verticale lungo il bordo più lungo. Spesso sono necessarie scatole imbottite con divisori perché non si vuole che due negativi su lastra di vetro si tocchino. Quando si imballano le scatole di qualità d'archivio, ci si dovrebbe assicurare di non imballarle in modo da renderle troppo pesanti e di etichettarle di conseguenza. I raccoglitori e gli album rappresentano una sfida particolare per i conservatori perché spesso contengono una varietà di componenti diverse. Non dovrebbero essere conservati insieme ad altre raccolte d'archivio se ciò può essere evitato. Gli album di ritagli possono essere riprodotti digitalmente o, se l'originale è ritenuto sufficientemente importante, possono essere avvolti in carta di qualità d'archivio o riposti in una scatola su misura.

#### Preparazione e risposta alle emergenze
L'AAM, o American Alliance of Museums, definisce un piano di risposta alle emergenze come "una serie di politiche e procedure scritte che prevengono o riducono al minimo i danni derivanti da disastri (causati dall'uomo o naturali) e aiutano il museo a riprendersi". Gli elementi richiesti di tale piano sono i seguenti: adattato alle strutture attuali dell'istituzione e alle circostanze specifiche, copre tutte le minacce e i rischi rilevanti per l'istituzione, si rivolge al personale, ai visitatori, alle strutture e alle collezioni, include piani di evacuazione per le persone, specifica come proteggere, evacuare o recuperare le collezioni in caso di disastro e delega la responsabilità dell'attuazione. Un conservatore di fotografie avrebbe un ruolo fondamentale da svolgere nel piano di risposta alle emergenze presso la propria istituzione. Sarebbe loro responsabilità dettagliare le esigenze della collezione fotografica e le modalità per recuperarla in caso di disastro. È ampiamente raccomandato che il personale partecipi a una formazione mensile per esaminare il piano di risposta alle emergenze al fine di garantire che ciascun membro del personale, compreso il conservatore di fotografie, conosca il proprio ruolo in caso di emergenza.

### Esame e documentazione
L'esame è definito dall'atto di guardare un oggetto da vicino e attentamente o da uno studio attento di quell'oggetto. Questo sarebbe un dovere fondamentale per tutti i conservatori, compresi i conservatori di fotografie. Barbara Appelbaum spiega che "il contrasto tra la prima impressione di un oggetto - che è più o meno l'impressione dello spettatore comune - e l'opinione che ha un restauratore durante un esame è significativo". Il primo passo di un esame è l'analisi di un oggetto con una luce intensa, a volte con l'aiuto di un ingrandimento o di altri ausili visivi come un binocolo. Anche le osservazioni tattili sono fondamentali e in alcuni casi anche l'olfatto e l'udito forniscono informazioni utili, poiché il picchiettio su una lastra di vetro negativa, ad esempio, può aiutare a identificare discontinuità significative.
Si può sostenere che la documentazione sia il compito più importante svolto da un conservatore. Ogni fase del processo deve essere completamente documentata da esso. Il National Park Service raccomanda che tutti i trattamenti di conservazione siano documentati per iscritto. Dovrebbero includere anche rappresentazioni visive come fotografie, disegni, risultati analitici, spettri e immagini digitali. La documentazione dovrà essere conservata in formato cartaceo e in file digitali allegati al sistema di database delle collezioni utilizzato dal museo (Collections Database System). La documentazione è importante per i seguenti motivi:
- La documentazione di conservazione è una relazione scritta e visiva del lavoro svolto. Fornisce al personale informazioni dettagliate sullo stato dell'oggetto, compreso come è stato alterato, quali parti sono composte da materiale originale e cosa è stato aggiunto o rimosso durante precedenti trattamenti o restauri.
- Serve come registrazione permanente delle procedure di trattamento eseguite, dei materiali e dei metodi utilizzati.
- Descrive l'intesa raggiunta tra lo staff curatoriale e il conservatore sul trattamento, inclusa l'entità e il tipo di qualsiasi trattamento di stabilizzazione o restauro.
- Fornisce informazioni che aiuteranno i futuri conservatori a valutare le condizioni di un oggetto e a ideare ulteriori trattamenti.
- Permette di valutare il successo o il fallimento dei metodi e dei materiali di trattamento su un lungo periodo di tempo.
- Potrebbe durare più a lungo dell'oggetto stesso e diventare l'unico record[9].

### Ricerca
I conservatori di fotografie devono fare ricerche approfondite prima che possa aver luogo qualsiasi trattamento. Questa è spesso l'eredità che i conservatori lasciano dietro di sé, con la loro documentazione, ricerca e trattamento. Nuove tecniche e trattamenti meno aggressivi vengono continuamente scoperti dai professionisti del settore. Il Getty Conservation Institute sta ricercando metodi per la caratterizzazione di fotografie e materiale fotografico. Lo studio viene spiegato come "analisi sia qualitativa che quantitativa di fotografie e materiale fotografico al fine di facilitare l'identificazione dei processi fotografici e di sviluppare una metodologia quantitativa per l'analisi del materiale fotografico". Le tecniche analitiche attualmente utilizzate in questa ricerca sono:
- Spettrometria di fluorescenza a raggi X (XRF)
- Spettrometria infrarossa a trasformata di Fourier (FTIR)[10]
- Saggio di immunoassorbimento enzimatico (ELISA)[11]
- Spettrometria di massa a plasma accoppiato induttivamente (ICP-MS)
- Microscopia elettronica a scansione ambientale (ESEM)
- Analisi per attivazione neutronica (NAA)[12]"

### Trattamento
Il trattamento è definito dall'American Institute for Conservation come "l'alterazione deliberata degli aspetti chimici e/o fisici di un bene culturale, mirata principalmente a prolungarne l'esistenza. Il trattamento può consistere nella stabilizzazione e/o nel restauro". La stabilizzazione ha lo scopo di mantenere l'integrità del bene culturale e ridurre al minimo il deterioramento, mentre il restauro ha lo scopo di riportare il bene culturale a uno stato noto o presunto, spesso attraverso l'aggiunta di materiale non originale.
Trattare le fotografie non riguarda solo l'estetica dell'immagine; ha anche a che fare con la sopravvivenza a lungo termine della fotografia. Naturalmente un conservatore di fotografie vorrebbe che l'immagine fosse il più gradevole possibile, ma questo non è il motivo principale dietro il trattamento conservativo. La conservazione delle fotografie riguarda il trattamento del materiale fotografico originale e non della copia digitale dell'immagine, sebbene la realizzazione di riproduzioni digitali delle immagini sia un piano di trattamento utilizzato da molti conservatori. Ciò consente il restauro, lo studio e la conservazione della fotografia digitale dell'immagine e delle informazioni che l'immagine contiene, senza che l'originale venga ulteriormente danneggiato. Tuttavia, questa non sostituisce la fotografia originale poiché le scansioni e le copie digitali possono facilmente diventare obsolete.
Un trattamento di successo è stato effettuato su una lastra di vetro "interpositiva" (una copia intermedia di una pellicola, realizzata su un supporto a grana molto fine) rotta di Abraham Lincoln, scattata nel 1860, alla George Eastman House. Questo trattamento prevedeva l'uso di materiali che stabilizzavano il vetro e l'emulsione e prevedeva la ricerca di nuovi metodi innovativi.

## Competenze e conoscenze
I conservatori di fotografie devono possedere una vasta conoscenza dei processi fotografici e del deterioramento di tali materiali. Essi dovrebbero avere esperienza in:
- procedure di esame per determinare i materiali, il metodo di fabbricazione e le proprietà di oggetti o strutture e le cause e l'entità del deterioramento o dell'alterazione
- analisi e ricerche scientifiche per identificare metodi e materiali di fabbricazione storici e artistici e per valutare l'efficacia e l'adeguatezza dei materiali e delle procedure di conservazione
- procedure di documentazione per registrare le condizioni di un oggetto o sito in un momento specifico, o prima, durante e dopo il trattamento, e per delineare in dettaglio metodi e materiali di trattamento
- trattamento, comprese le procedure di intervento, nonché le misure passive per stabilizzare un manufatto o ritardarne il deterioramento
- restauro volto ad avvicinare un oggetto o una struttura deteriorata o danneggiata all'aspetto o alla funzione precedente o presunta
- consulenza sulle procedure per l'esposizione e il viaggio sicuri di materiali culturali.

## Istruzione

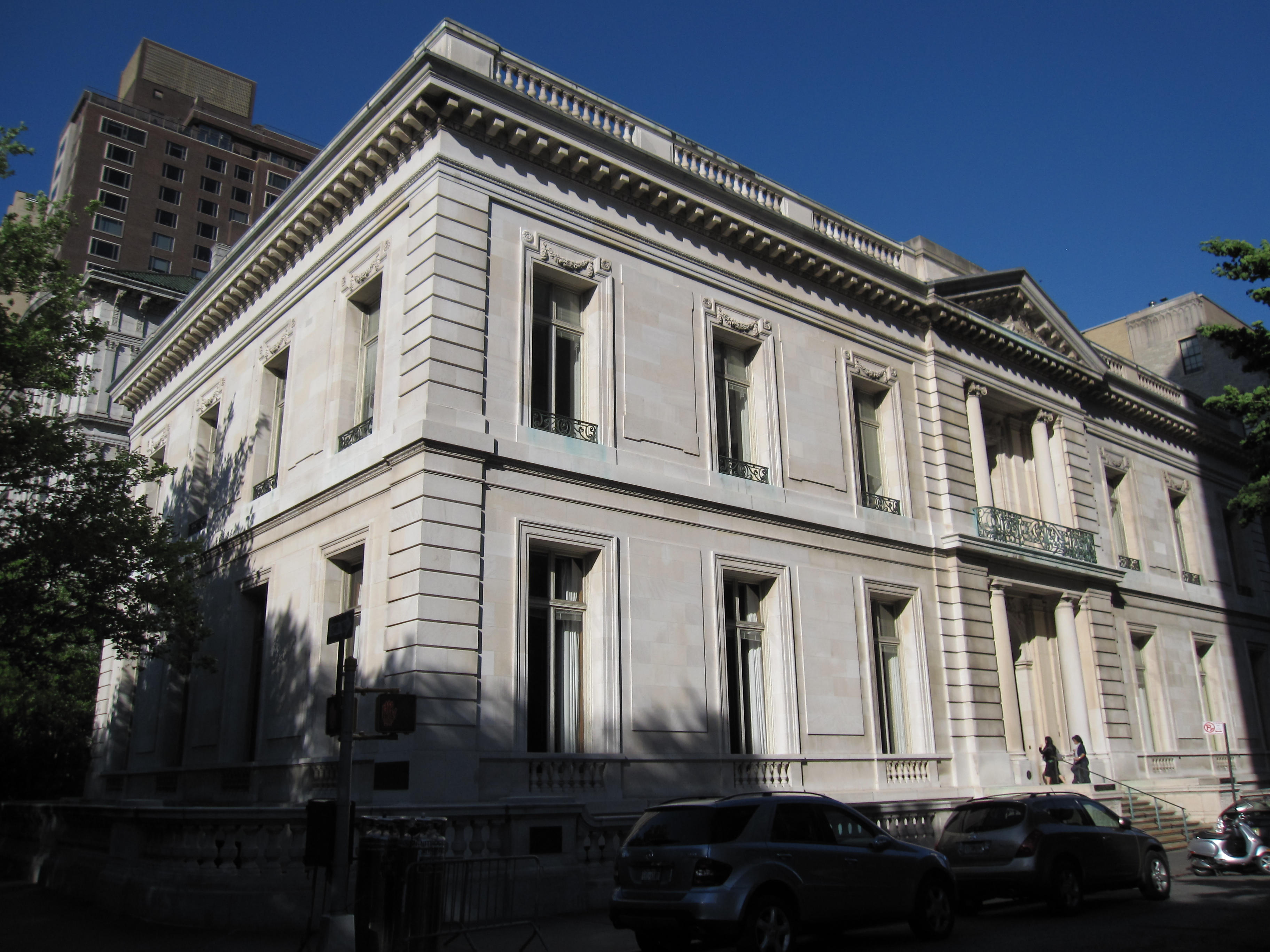
La James B Duke House, dove ha sede l'Institute of Fine Arts, New York University.

I percorsi per diventare conservatore variano ma di solito includono una laurea, un certificato e/o un diploma in conservazione, nonché borse di studio post-laurea. Talvolta sono richiesti lo studio di una lingua straniera, corsi formali di disegno, pittura, fotografia, esperienza professionale, nonché un colloquio personale e un portfolio. Esistono alcuni programmi di dottorato per coloro che desiderano approfondire i propri studi sulle scienze della conservazione. Alcuni programmi in Nord America includono:
- Buffalo State University[16]
- Fleming College[17]
- New York University/IFA[18]
- Queen's University[19]
- Winterthur/Università del Delaware[20]

## Aree di specializzazione
I conservatori di fotografie possono specializzarsi in:
- carta
- pellicola di plastica
- vetro
- metallo
- oggetti compositi tra cui legno, stampe su carta e strutture di album/libri

## Organizzazioni professionali
- American Institute for Conservation of Historic and Artistic Works[21]
- The Photographic Materials Group of the American Institute for Conservation[22]
- International Council of Museums- Committee for Conservation[23]
- International Institute for Conservation of Historic and Artistic Works[24]
- Canadian Association for Conservation[24]